# Jorge Henríquez Fuentes
Jorge Henríquez Fuentes   (Guayaquil, 2 de setembre de 1921 - 31 d'octubre de 1999), també escrit Henriques conegut com a Chompi, fou un futbolista equatorià de la dècada de 1940 i entrenador.
Fou internacional amb la selecció de l'Equador, amb la qual participà en els campionats sud-americans de 1945, 1947 i 1953.
Pel que fa a clubs, defensà els colors de Green Cross, Audax Italiano, Independiente Santa Fe i Emelec. Com a entrenador, el 1955 dirigí a Emelec, el 1957 a Asociación Deportiva Nueve de Octubre, i el 1960 i 1969 a Everest.